# Juan Zúñiga Pimentel
Juan kardinal Zúñiga Pimentel, španski rimskokatoliški duhovnik, nadškof in kardinal, * 1465, Béjar, † 26. julij 1504, Sevilla.
5. maja 1503 je postal nadškof Seville, 29. novembra istega leta pa še kardinal.